# Conseiller du Gouvernement pour la défense (France)
Les conseillers du Gouvernement pour la défense sont des officiers généraux français mis à la disposition du ministre des Armées.

## Statut
Les conseillers du Gouvernement peuvent accomplir toute mission que le ministre des Armées estime utile.
Leur statut est régi par les articles R*3311-1 à R*3311-3 du Code de la défense.
Il s'agit d'officiers généraux à 4 ou 5 étoiles issus des corps de la Gendarmerie nationale, de l'Armée de terre, de l'armée de l'Air et de l'Espace, de la Marine nationale, de la direction générale de l'armement, du Service de santé des armées ou du Service du commissariat des armées.
Pour l'attribution de l'indemnité spécifique de haute responsabilité, ces emplois relèvent du groupe 2, comme par exemple les emplois d'inspecteur d'armée, d'officier général de zone de défense et de sécurité, ou de commandant des opérations spéciales. Pour l'attribution de la nouvelle bonification indiciaire, ces emplois ont l'indice 110, à mi-chemin entre les emplois d'inspecteur général des armées et les emplois de sous-directeur.

## Liste des conseillers du Gouvernement pour la défense
| Armée ou Service | Grade au moment de la nomination | Conseiller                                 | Fonction antérieure | Date de prise de poste et décret de nomination | Date de prise de poste et décret de nomination |
| ---------------- | -------------------------------- | ------------------------------------------ | --- | ---------------------------------------------- | ---------------------------------------------- |
|                  | Général de corps aérien          | Henri de Bordas                            | | 1er novembre 1976                              | [ JORF 1 ]                                     |
|                  | Général de corps d'armée         | Pierre Briquet[réf. nécessaire]            | Directeur général de l'École polytechnique | mars 1977                                      | —                                              |
|                  | Général de corps d'armée         | Jacques Bourdis                            | Commandant de la 1re armée | 1er février 1978                               | [ JORF 2 ]                                     |
|                  | ...                              | ...                                        | ... |                                                |                                                |
|                  | Général d’armée                  | Bertrand de Montaudoüin                    | Gouverneur militaire de Metz | 15 juillet 1983                                | [ JORF 3 ]                                     |
|                  | ...                              | ...                                        | ... |                                                |                                                |
|                  | Amiral                           | Guirec Doniol                              | | 1990                                           | [ JORF 4 ]                                     |
|                  | ...                              | ...                                        | ... |                                                |                                                |
|                  | Vice-amiral d'escadre            | Francis Orsini                             | | 1er mars 1993                                  | [ JORF 5 ]                                     |
|                  | Général de corps d'armée         | Philippe Morillon                          | | 15 juillet 1993                                | [ JORF 6 ]                                     |
|                  | Général de corps d'armée         | Jean-François Sardet                       | | 1er février 1994                               | [ JORF 7 ]                                     |
|                  | ...                              | ...                                        | ... |                                                |                                                |
|                  | Général d'armée                  | Bertrand Guillaume de Sauville de Lapresle | | 1er février 1996                               | [ JORF 8 ]                                     |
|                  | Vice-amiral d'escadre            | Hubert Foillard                            | | 1er juin 1997                                  | [ JORF 9 ]                                     |
|                  | Général de corps aérien          | François Régnault                          | | 1er juin 1997                                  | [ JORF 10 ]                                    |
|                  | Général d'armée aérienne         | Michel Courtet                             | | 1er août 1999                                  | [ JORF 11 ]                                    |
|                  | Général de corps d'armée         | Gérard Marcille                            | | 1er janvier 2000                               | [ JORF 12 ]                                    |
|                  | Général de corps d'armée         | Jean-Philippe Roux                         | | 1er août 2000                                  | [ JORF 13 ]                                    |
|                  | Général d'armée                  | Raymond Germanos                           | | 1er novembre 2001                              | [ JORF 14 ]                                    |
|                  | Général de corps aérien          | Bertrand Dumont                            | | 9 septembre 2002                               | [ JORF 15 ]                                    |
|                  | Vice-amiral d'escadre            | Jean Moulin                                | | 1er octobre 2002                               | [ JORF 15 ]                                    |
|                  | Général de corps aérien          | François Bourdilleau                       | | 1er septembre 2003                             | [ JORF 16 ]                                    |
|                  | Général de corps d'armée         | Louis Zeller                               | | 1er septembre 2003                             | [ JORF 17 ]                                    |
|                  | Vice-amiral d'escadre            | Thierry d'Arbonneau                        | Commandant de la force océanique stratégique | 1er novembre 2004                              | [ JORF 18 ]                                    |
|                  | Général de corps d'armée         | Jean-Louis Sublet                          | | 1er septembre 2005                             | [ JORF 19 ]                                    |
|                  | Général de corps aérien          | Jean-Patrick Gaviard                       | | 1er septembre 2005                             | [ JORF 19 ]                                    |
|                  | Général de corps d'armée         | Bruno Neveux                               | | 1er septembre 2006                             | [ JORF 20 ]                                    |
|                  | Vice-amiral d'escadre            | Jean-Marie Van Huffel                      | | 6 septembre 2006                               | [ JORF 20 ]                                    |
|                  | Général de corps d'armée         | Noël Millet                                | | 1er septembre 2007                             | [ JORF 21 ]                                    |
|                  | Général de corps aérien          | Bruno Gougeon                              | Commandant de la région aérienne Nord | 1er octobre 2007                               | [ JORF 22 ]                                    |
|                  | ...                              | ...                                        | ... |                                                |                                                |
|                  | Général de corps d'armée         | André Sellier                              | Commandant de la force logistique terrestre | 1er septembre 2009                             | [ JORF 23 ]                                    |
|                  | Général de corps d'armée         | Bruno Pinget                               | | 1er août 2011                                  | [ JORF 24 ]                                    |
|                  | Vice-amiral d'escadre            | Benoît Chomel de Jarnieu                   | Major général de la Marine | 1er septembre 2011                             | [ JORF 25 ]                                    |
|                  | Général de corps aérien          | Eric Rouzaud                               | Chargé de mission auprès du chef d'état-major des armées                                                                                        | 1er septembre 2012                             | [ JORF 26 ]                                    |
|                  | Médecin général des armées       | Jacques Brunot                             | Inspecteur général du Service de santé des armées                                                                                               | 6 décembre 2012                                | [ JORF 27 ]                                    |
|                  | Général de corps d'armée         | Olivier Bavinchove                         | | 12 juillet 2013                                | [ JORF 28 ]                                    |
|                  | Général de corps d'armée         | Michel Stollsteiner                        | | 1er août 2013                                  | [ JORF 29 ]                                    |
|                  | Vice-amiral d'escadre            | Bruno Paulmier                             | | 1er septembre 2013                             | [ JORF 30 ]                                    |
|                  | Général de corps d'armée         | Jean-Marc Ripoll                           | | 1er août 2014                                  | [ JORF 31 ]                                    |
|                  | Général de corps d'armée         | Dominique Lefeuvre                         | | 1er juin 2015                                  | [ JORF 32 ]                                    |
|                  | Général de corps d'armée         | Philippe Chalmel                           | | 1er septembre 2015                             | [ JORF 33 ]                                    |
|                  | Général de corps d'armée         | Olivier Gourlez de La Motte                | | 1er août 2016                                  | [ JORF 34 ]                                    |
|                  | Général de corps d'armée         | Bruno Houssay                              | | 1er septembre 2016                             | [ JORF 34 ]                                    |
|                  | Général de corps d'armée         | Christian Godard                           | | 1er septembre 2016                             | [ JORF 34 ]                                    |
|                  | Général de corps d'armée         | Hubert Trégou                              | | 1er septembre 2017                             | [ JORF 35 ]                                    |
|                  | Général de corps d'armée         | Martin Klotz                               | Adjoint au sous-chef Plans de l'État-Major des Armées                                                                                           | 24 janvier 2018                                | [ JORF 36 ]                                    |
|                  | Général de corps d'armée         | Gaëtan Poncelin de Raucourt                | Secrétaire général de la garde nationale | 1er août 2018                                  | [ JORF 37 ]                                    |
|                  | Général de corps aérien          | Bruno Maurice                              | Chargé de mission « transformation digitale des armées » auprès du chef d'état-major des armées                                                 | 1er août 2018                                  | [ JORF 37 ]                                    |
|                  | Général de corps d'armée         | Richard André                              | Commandant de la maintenance des forces et chef de la division équipements et maintenance de l'état-major du commandement des forces terrestres | 1er octobre 2018                               | [ JORF 38 ]                                    |
|                  | Général de corps aérien          | Philippe Toubin                            | Chargé de mission auprès de la directrice de la Maintenance aéronautique                                                                        | 24 juin 2019                                   | [ JORF 39 ]                                    |
|                  | Général de corps d'armée         | Michel Grintchenko                         | Commandant de l'aviation légère de l'Armée de terre                                                                                             | 14 août 2019                                   | [ JORF 40 ]                                    |
|                  | Général de corps aérien          | Serge Cholley                              | Chargé de mission auprès du chef d'état-major de l'Armée de l'air                                                                               | 6 janvier 2020                                 | [ JORF 40 ]                                    |
|                  | Général d'armée                  | Grégoire de Saint-Quentin                  | Sous-chef Opérations de l'État-Major des Armées                                                                                                 | 1er juillet 2020                               | [ JORF 41 ]                                    |
|                  | Général de corps aérien          | Didier Looten                              | Commandant supérieur des forces armées en Guyane                                                                                                | 1er septembre 2020                             | [ JORF 42 ]                                    |
|                  | Médecin général des armées       | Maryline Gygax Généro                      | Directrice centrale du Service de santé des armées                                                                                              | 31 octobre 2020                                | [ JORF 43 ]                                    |
|                  | Général de corps d'armée         | Thierry Beckrich                           | | 20 janvier 2021                                | [ JORF 44 ]                                    |
|                  | Vice-amiral d'escadre            | Didier Maleterre                           | | 11 octobre 2021                                | [ JORF 45 ]                                    |
|                  | Général de corps d'armée         | Michel Delion                              | Directeur du Centre de doctrine et d'enseignement du commandement                                                                               | 20 octobre 2020                                | [ JORF 46 ]                                    |
|                  | Médecin général des armées       | Philippe Rouanet de Berchoux               | Directeur central du Service de santé des armées                                                                                                | 1er juillet 2023                               | [ JORF 47 ]                                    |
|                  | Amiral                           | Pierre Vandier                             | Major général des armées | 1er août 2024                                  | [ JORF 48 ]                                    |
|                  | Commissaire général hors classe  | Philippe Jacob                             | directeur central du Service du commissariat des armées                                                                                         | 1er août 2024                                  | [ JORF 48 ]                                    |
|                  | Général de corps d'armée         | Christian Jouslin de Noray                 | | 1er août 2024                                  | [ JORF 49 ]                                    |
|                  | Général d'armée                  | Xavier Ducept                              | Commandant de la Région de Gendarmerie d'Île-de-France                                                                                          | 1er décembre 2024                              | [ JORF 50 ]                                    |

### Décrets parus auJournal officiel de la République française
1. ↑  Décret portant affectation d'un officier général de l'Armée de l'air.
2. ↑  Décret portant affectation d'un officier général de l'Armée de terre.
3. ↑  Décret portant affectation d'un officier général de l'Armée de terre.
4. ↑  Décret du 5 octobre 1990 portant admission par anticipation dans la 2e section, promotion et nomination dans la 1re et la 2e section du cadre des officiers généraux de la marine et affectation d'officiers généraux de la marine.
5. ↑  Décret du 4 février 1993 portant promotion et nomination dans la 1re section et la 2e section et affectation d'officiers généraux.
6. ↑  Décret du 19 juillet 1993 portant admission dans la 2e section, promotion et nomination dans la 1re section et dans la 2e section et affectation d'officiers généraux.
7. ↑  Décret du 5 février 1994 portant élévation aux rang et appellation de général de corps d'armée, admission par anticipation dans la 2e section, promotion et nomination dans la 1re section et la 2e section, et affectation d'officiers généraux.
8. ↑  Décret du 18 janvier 1996 portant admission dans la 2e section par anticipation et sur leur demande, élévation aux rang et appellation de général d'armée, élévation aux rang et appellation de général d'armée aérienne, élévation aux rang et appellation de général de corps aérien, promotion et nomination dans la 1re et la 2e section, nomination au titre du congé du personnel navigant et affectation d'officiers généraux.
9. ↑  Décret du 15 janvier 1997 portant admission dans la 2e section par anticipation, promotion et nomination dans la 1re et la 2e section et affectation d'officiers généraux.
10. ↑  Décret du 9 mai 1997 portant admission dans la 2e section par anticipation, élévation aux rang et appellation de général de corps aérien, promotion et nomination dans la 1re et la 2e section et affectation d'officiers généraux.
11. ↑  Décret du 8 juillet 1999 portant réintégration dans les cadres et admission dans la 2e section, admission dans la 2e section par anticipation et sur demande, élévation aux rang et appellation de général d'armée, élévation aux rang et appellation de général d'armée aérienne, élévation aux rang et appellation de général de corps d'armée, élévation aux rang et appellation de vice-amiral d'escadre, élévation aux rang et appellation de général de corps aérien, promotion et nomination dans la 1re et la 2e section et affectation d'officiers généraux.
12. ↑  Décret du 30 décembre 1999 portant maintien en activité, réintégration et admission dans la 2e section, admission dans la 2e section par anticipation et sur demande, élévation aux rang et appellation de général d'armée, élévation aux rang et appellation de général de corps d'armée, élévation aux rang et appellation d'amiral, élévation aux rang et appellation de vice-amiral d'escadre, élévation aux rang et appellation de général de corps aérien, promotion et nomination dans la 1re et la 2e section, nomination au titre du congé du personnel navigant et affectation d'officiers généraux.
13. ↑  Décret du 27 juillet 2000 portant réintégration dans les cadres et affectation, admission dans la 2e section par anticipation et sur demande, élévation aux rang et appellation de général de corps d'armée, élévation aux rangs et appellation de général de corps aérien, promotion et nomination dans la 1re et la 2e section et affectation d'officiers généraux.
14. ↑  Décret du 18 septembre 2001 portant réintégration dans les cadres et admission dans la 2e section, admission dans la 2e section par anticipation et sur demande et promotion, admission dans la 2e section par anticipation et sur demande, élévation aux rang et appellation de général d'armée, élévation aux rang et appellation de général de corps d'armée, élévation aux rang et appellation d'ingénieur général hors classe, promotion et nomination dans la 1re et la 2e section, affectation et élévation aux rang et appellation de médecin général des armées et affectation d'officiers généraux.
15. 1 2  Décret du 1er août 2002 portant réintégration dans les cadres et affectation, réintégration dans les cadres, promotion et affectation, admission dans la 2e section par anticipation et sur demande, élévation aux rang et appellation de général de corps d'armée, élévation aux rang et appellation de vice-amiral d'escadre, élévation aux rang et appellation de général de corps aérien, promotion et nomination dans la 1re et la 2e section et affectation d'officiers généraux.
16. ↑  Décret du 10 juillet 2003 portant admission dans la 2e section par anticipation et sur demande, élévation aux rang et appellation de général de corps d'armée, promotion et nomination dans la 1re et la 2e section et affectation d'officiers généraux.
17. ↑  Décret du 21 juillet 2003 portant maintien dans l'emploi, admission dans la 2e section par anticipation et sur demande, élévation aux rang et appellation de général de corps d'armée, élévation aux rang et appellation de vice-amiral d'escadre, élévation aux rang et appellation de général de corps aérien, promotion et nomination dans la 1re et la 2e section et affectation d'officiers généraux.
18. ↑  Décret du 23 septembre 2004 portant maintien dans l'emploi, réintégration dans les cadres et admission dans la 2e section, admission dans la 2e section par anticipation et sur demande, élévation aux rang et appellation de général de corps d'armée, élévation aux rang et appellation de général de corps aérien, élévation aux rang et appellation d'ingénieur général hors classe de l'armement, promotion et nomination dans la 1re section et la 2e section, et affectation d'officiers généraux.
19. 1 2  Décret du 4 juillet 2005 portant maintien en activité, admission dans la 2e section par anticipation et sur demande, affectation et élévation aux rang et appellation de général d'armée, affectation et élévation aux rang et appellation d'amiral, affectation et élévation aux rang et appellation de général de corps d'armée, affectation et élévation aux rang et appellation de général de corps aérien, promotion et nomination dans la 1re et la 2e section et affectation d'officiers généraux.
20. 1 2  Décret du 5 juillet 2006 portant maintien en activité, réintégration dans les cadres, affectation et élévation aux rang et appellation d'amiral, admission dans la 2e section par anticipation et sur demande, affectation et élévation aux rang et appellation de général d'armée, affectation et élévation aux rang et appellation de général de corps d'armée, promotion et nomination dans la 1re et la 2e section et affectation d'officiers généraux.
21. ↑  Décret du 25 juillet 2007 portant maintien dans la 1re section, réintégration dans les cadres et affectation, réintégration dans les cadres et admission dans la 2e section, admission dans la 2e section sur sa demande, admission dans la 2e section par anticipation et sur demande, affectation et élévation aux rang et appellation d'amiral, promotion et nomination dans la 1re et la 2e section, affectation d'officiers généraux.
22. ↑  Décret du 2 août 2007 portant maintien dans la 1re section, admission dans la 2e section par anticipation et sur demande, élévation aux rang et appellation de général de corps d'armée, affectation et élévation aux rang et appellation d'amiral, affectation et élévation aux rang et appellation de général de corps d'armée, promotion et nomination dans la 1re et la 2e section et affectation d'officiers généraux.
23. ↑  Décret du 24 juillet 2009 portant affectation et élévation aux rang et appellation de général d'armée, élévation aux rang et appellation de général de corps d'armée, élévation aux rang et appellation de général de corps d'armée et affectation, affectation et élévation aux rang et appellation de vice-amiral d'escadre, affectation et élévation aux rang et appellation de médecin général des armées, promotion et nomination dans la 1re et la 2e section, promotion au titre du congé du personnel navigant, affectation d'officiers généraux.
24. ↑  Décret du 20 juin 2011 portant affectation et élévation aux rang et appellation de général d'armée, élévation aux rang et appellation de général de corps d'armée, élévation aux rang et appellation de vice-amiral d'escadre, promotion et nomination dans la 1re et 2e section, promotion au titre du congé du personnel navigant et affectation d'officiers généraux.
25. ↑  Décret du 25 juillet 2011 portant affectation et élévation aux rang et appellation de général de corps d'armée, affectation et élévation aux rang et appellation d'ingénieur général hors classe de l'armement, nomination dans la 1re section et la 2e section et affectation d'officiers généraux.
26. ↑  Décret du 2 août 2012 portant affectation et élévation aux rang et appellation de général d'armée aérienne, affectations et élévations aux rang et appellation de général de corps d'armée, affectations et élévations aux rang et appellation de général de corps aérien et affectations d'officiers généraux.
27. ↑  Décret du 26 novembre 2012 portant affectation et élévation aux rang et appellation de médecin général des armées, élévation aux rang et appellation de vice-amiral d'escadre, promotions dans la 1re section et la 2e section, nominations dans la 1re section et la 2e section, affectations d'officiers généraux.
28. ↑  Décret du 12 juillet 2013 portant élévations, promotions dans la 1re section, nominations dans la 1re et la 2e section et affectations d'officiers généraux.
29. ↑  Décret du 5 juin 2013 portant affectations et élévations, promotions et affectations, promotions dans la 1re et la 2e section, nominations et affectations, nominations dans la 1re et la 2e section et affectations d'officiers généraux.
30. ↑  Décret du 5 juillet 2013 portant élévations, promotions dans la 1re section, nominations dans la 1re et la 2e section et affectations d'officiers généraux.
31. ↑  Décret du 15 juillet 2014 portant affectations et élévations, élévation, promotions et affectations, nominations et affectations, promotions et nominations dans la 1re et la 2e section, nomination au titre du congé du personnel navigant et affectations d'officiers généraux.
32. ↑  Décret du 28 mai 2015 portant affectation et élévation d'un officier général.
33. ↑  Décret du 23 juillet 2015 portant affectation et élévation d'un officier général.
34. 1 2 3  Décret du 20 juillet 2016 portant maintien dans la 1re section et dans l'emploi, affectations et élévations, promotions et affectations, promotions dans la 1re et la 2e section, nominations et affectations, nominations dans la 1re et la 2e section et affectation d'officiers généraux.
35. ↑  Décret du 12 juillet 2017 portant affectations et élévations, promotion et affectation, nominations et affectations, promotions et nominations dans la 1re et la 2e section d'officiers généraux.
36. ↑  Décret du 24 janvier 2018 portant affectation et élévation dans la 1re section d'un officier général.
37. 1 2  Décret du 11 juillet 2018 portant maintien dans la 1re section et dans l'emploi, affectations et maintiens dans la 1re section, affectations et élévations, promotions et affectations, promotions dans la 1re section, nominations et affectations, affectations, promotion et nominations dans la 2e section d'officiers généraux.
38. ↑  Décret du 24 septembre 2018 portant affectation et élévation, nominations dans la 1re et la 2e section, affectation d'officiers généraux.
39. ↑  Décret du 19 juin 2019 portant nomination d'un officier général.
40. 1 2  Décret du 24 juillet 2019 portant nominations d'officiers généraux.
41. ↑  Décret du 24 juin 2020 portant nominations d'officiers généraux.
42. ↑  Décret du 26 août 2020 portant nominations d'officiers généraux.
43. ↑  Décret du 28 octobre 2020 portant nomination d'une officière générale.
44. ↑  Décret du 20 janvier 2021 portant nomination d'un officier général.
45. ↑  Décret du 7 octobre 2021 portant nomination d'un officier général.
46. ↑  Décret du 20 octobre 2021 portant nomination d'un officier général.
47. ↑  Décret du 28 juin 2023 portant nomination d'officiers généraux.
48. 1 2  Décret du 19 juin 2024 portant nomination d'officiers généraux.
49. ↑  Décret du 26 juin 2024 portant nomination d'officiers généraux.
50. ↑  Décret du 13 novembre 2024 portant nomination d'un officier général.